# St. Michael (Gnotzheim)

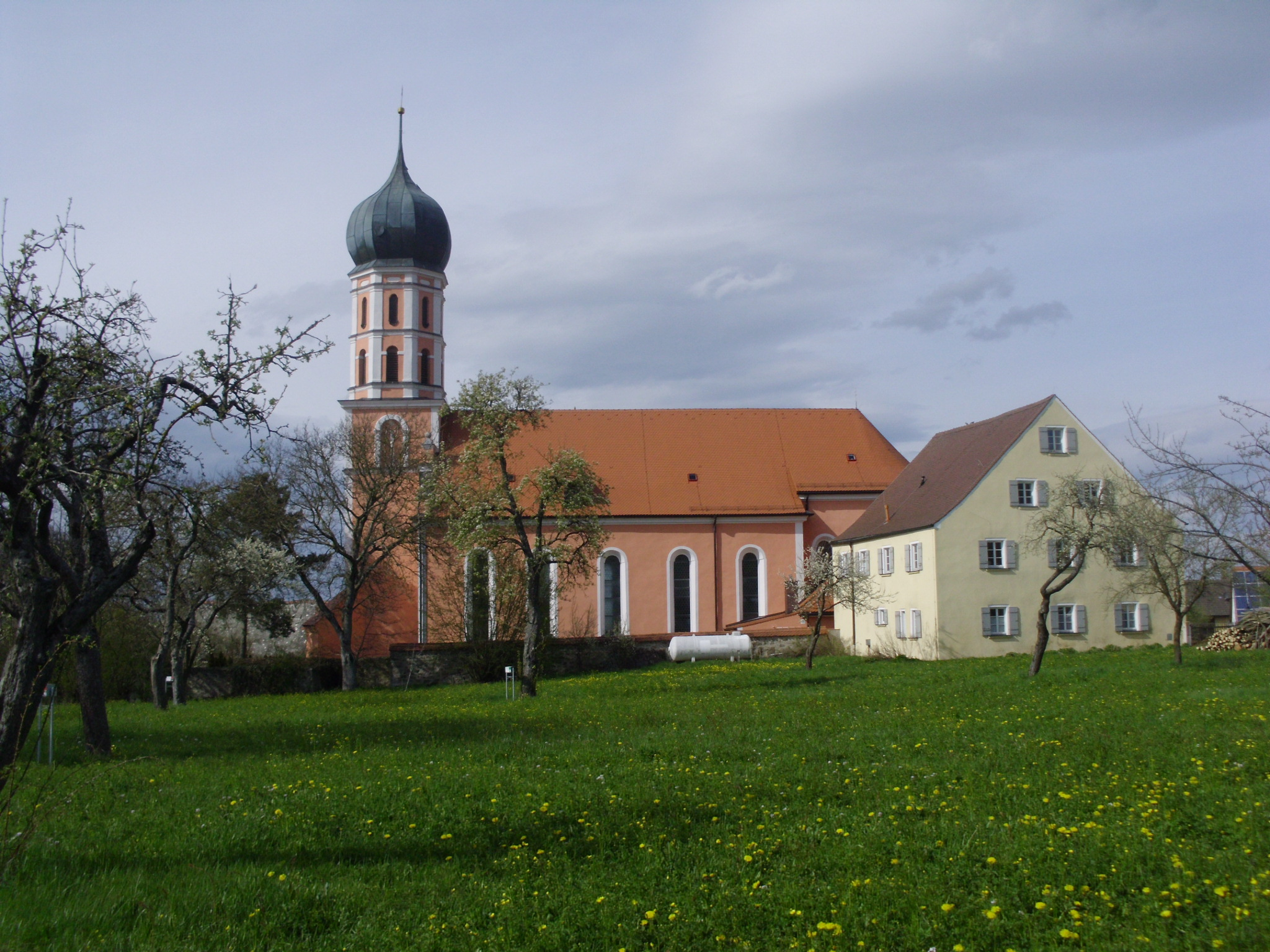
St. Michael (Gnotzheim), aufgenommen 2012

Die römisch-katholische Pfarrkirche St. Michael ist ein denkmalgeschütztes Kirchengebäude in Gnotzheim, einem Markt im mittelfränkischen Landkreis Weißenburg-Gunzenhausen. Das Bauwerk ist unter der Denkmalnummer D-5-77-133-3 als Baudenkmal in der Bayerischen Denkmalliste eingetragen.  Die mittelalterlichen und frühneuzeitlichen Befunde der Kirche sind zusätzlich als Bodendenkmal (Nummer: D-5-6930-0214) eingetragen. Das Patrozinium der Kirche ist der Erzengel Michael. Die Pfarrei gehört zum Pfarrverband Gunzenhausen im Dekanat Weißenburg-Wemding des Bistums Eichstätt. Die Kirche mit der postalischen Adresse Kapellbuck 10 liegt im Ortskern Gnotzheims unweit der Grundschule und des Kastells Gnotzheim auf einer Höhe von 473 m ü. NHN.

## Beschreibung

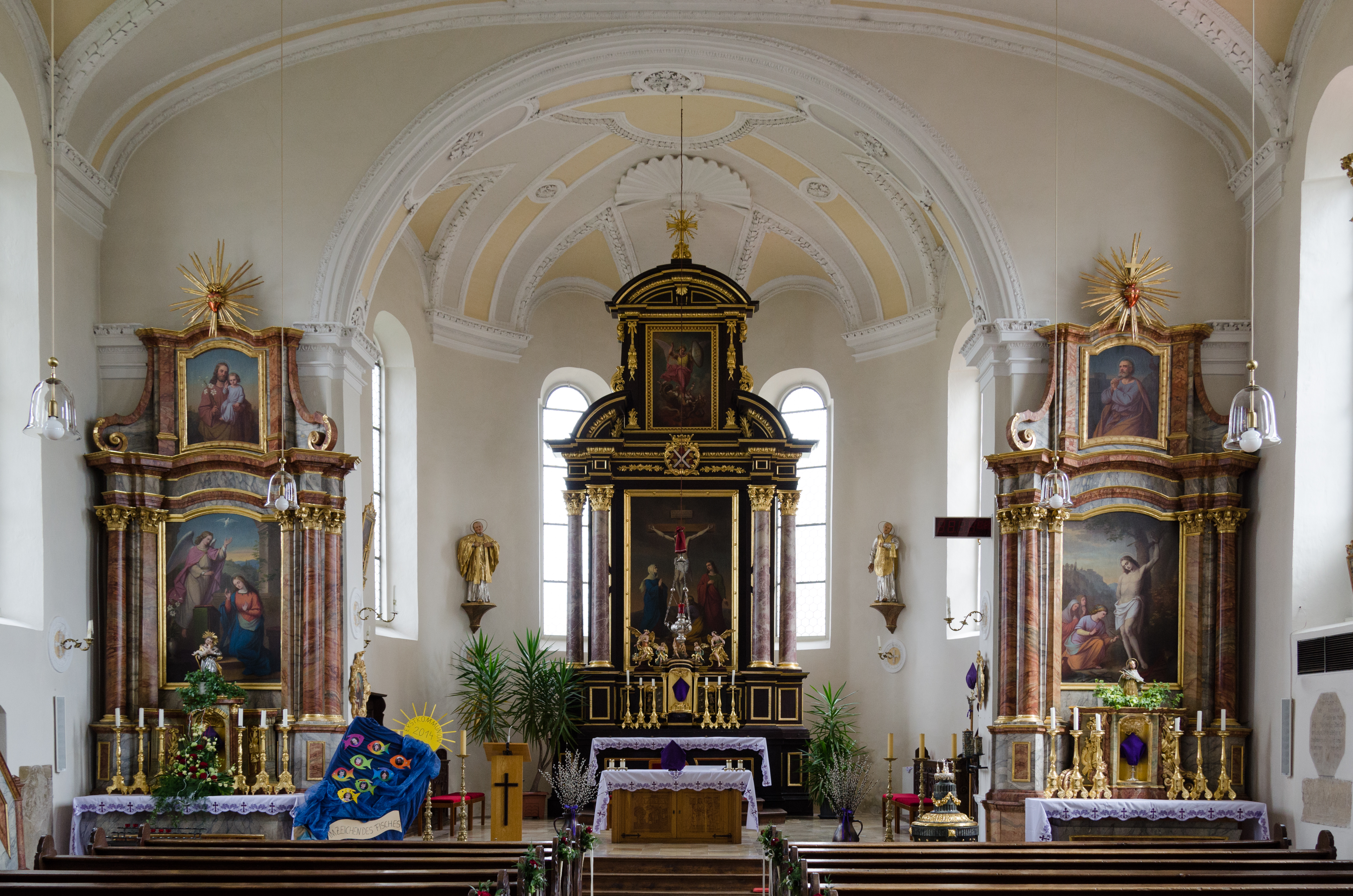
Blick auf Chor und Seitenaltäre

Die 1699 bis 1702 gebaute barocke Saalkirche besteht aus einem Langhaus mit fünf Jochen, dem Kirchturm auf quadratischem Grundriss im Westen und dem eingezogenen Chor mit einem Joch und halbrundem Abschluss im Osten. Die beiden oberen Geschosse des Kirchturms sind achteckig, durch ein Stockwerkgesims getrennt, und mit Lisenen an den Ecken versehen. Darauf sitzt eine Zwiebelhaube. Der Innenraum des Chors ist mit einem Stichkappengewölbe überspannt. Zur Kirchenausstattung gehört ein mit vier Säulen gegliederter Hochaltar, der um 1701 gebaut wurde. Die Kanzel und ihr Schalldeckel sind um dieselbe Zeit errichtet worden. Die Orgel auf der unteren der zweigeschossigen Empore hat 15 Register auf zwei Manuale und Pedal und wurde 1980 von Deininger & Renner gebaut.